# 에가와 시게미쓰
에가와 시게미쓰(일본어: 江川 重光, 1966년 1월 31일 ~ )는 일본의 전 축구 선수이다.

## 구단 경력
1984년 일본 사커 리그의 혼다 기연에 입단했다. 1991년까지 104경기에 출전하여, 11득점을 넣었다. 1991년 토요타 자동차(나고야 그램퍼스 에이트)로 이적했다. 1995년 재팬 풋볼 리그의 비셀 고베로 이적했다. 1996년 재팬 풋볼 리그 준우승으로 J1리그로 승격했다. 1997년후 현역 은퇴.